# Brinquedista
O brinquedista é uma pessoa com qualificações para poder atuar em diversos segmentos da brinquedoteca,  inicialmente, o brinquedista deve ter o pensamento no sentimento da criança e sobre suas necessidades. A criança tem alma simples, e o que mais querem é descobrir o mundo mágico, novo, interessante, colorido, macio, desafiador.O conjunto de ações do brinquedista é voltado para a criação das melhores condições para um brincar de qualidade: ambiente atrativo e acolhimento afetuoso; mas o que diferencia o seu comportamento de outros adultos, é a visão do brincar que ele transmite ao longo do seu desempenho, valorizando a atividade como um todo, sempre baseada no prazer da  criança. Se o jogo é abandonado, não vai forçar a criança a terminá-lo. Não emite julgamento sobre a escolha que for feita: brincar com a Barbie não é menos importante do que jogar um dominó.  Desta forma, o bom brinquedo não pode ser definido. O brinquedista situa-se em relação a outras dimensões alem da aprendizagem.

## Procedimento
O Brinquedista deve procurar renovar com freqüência o estoque dos recursos em geral: jogos, castelos, carrinhos, bonecas, fantasias, etc. Colocados sempre à disposição da turma.
Uso de musica e de artes – também são formas de permitir que eles aprendam enquanto se divertem. No caso de brinquedotecas particulares pode-se cobrar um preço pelo serviço e pode variar de acordo com a freqüência da criança na brinquedoteca. Os pais também podem adquirir um banco de horas e gastá-las de acordo com a necessidade

## Segurança
A segurança é um fator muito relevante precisa-se ter cuidado com instalações elétricas, a porta deve ser trancada a chave, para que somente os adultos consigam entrar e sair sozinhos. A vigilância tem que ser redobrada, deve existir ao menos dois profissionais habilitados no local. Os monitores podem ser estagiários das áreas afins.
É necessário também ter cuidado na SUPERLOTAÇÃO – a demanda pela
brinquedoteca é grande, porém no espaço deve-se deixar as crianças brincarem à vontade com outras crianças.

## Dimensão Lúdica
Na Brinquedoteca, a dimensão lúdica deve ser privilegiada e para que isso aconteça, o brinquedista precisa ter a compreensão do fenômeno que extrapola o brincar e que não tem necessariamente, que provocar aprendizagem. Sua ligação com a estimulação do desenvolvimento é tão global que não pode ser considerada por aspectos específicos.  Tem a ver com alma, com poesia, com emoção, com amor, não como sentimento de um para com outro, mas como sensação, como uma forma respiração que é absorção da experiência que está sendo vivida, como satisfação de um anseio existencial.

## Brincar
A maioria das definições sobre o que é BRINCAR, é reduzida, não alcança todas as suas possibilidades, não contempla sua transcendência; são simplórias na sua preconceituosa visão científica. Sabemos que a criança brincando aprende, sabemos que desenvolve potencialidades, sabemos como constrói conhecimentos no seu brincar mas é hora de lembrar que, a Brinquedoteca não é uma sala de aula. A ludicidade gera um tipo especial de convivência.                                            
Fonte